# SheBelieves Cup 2019
Navigation
Édition précédente Édition suivante
La SheBelieves Cup 2019  est la quatrième édition de la SheBelieves Cup, un tournoi de football féminin sur invitation qui se déroule aux États-Unis. Il a lieu du 27 février au 5 mars 2019.

## Équipes
| Équipe     | Classement FIFA (Décembre 2018) |
| ---------- | ------------------------------- |
| États-Unis | 1                               |
| Angleterre | 4                               |
| Japon      | 8                               |
| Brésil     | 10                              |

## Format
Les quatre équipes invitées jouent un tournoi sous le format d'une poule unique.
Les points gagnés dans la phase de poule suivent la formule standard de trois points pour une victoire, un point pour un match nul et zéro point pour une défaite.

## Classement final
| Rang | Équipe     | Pts | J | G | N | P | Bp | Bc | Diff |
| ---- | ---------- | --- | - | - | - | - | -- | -- | ---- |
| 1    | Angleterre | 7   | 3 | 2 | 1 | 0 | 7  | 3  | +4   |
| 2    | États-Unis | 5   | 3 | 1 | 2 | 0 | 5  | 4  | +1   |
| 3    | Japon      | 4   | 3 | 1 | 1 | 1 | 5  | 6  | -1   |
| 4    | Brésil     | 0   | 3 | 0 | 0 | 3 | 2  | 6  | -4   |

## Résultats
| 27 février 2019     | États-Unis               | 2 - 2   | Japon                       | Talen Energy Stadium, Chester, Pennsylvanie     |                                                 |
| 16 h 00 (UTC−05:00) | Rapinoe 23e · Morgan 76e | (1 - 0) | 67e Nakajima · 90+1e Momiki | Spectateurs : 14 555 Arbitrage : Melissa Borjas | Spectateurs : 14 555 Arbitrage : Melissa Borjas |
| 16 h 00 (UTC−05:00) | (Rapport)                |         |                             | Spectateurs : 14 555 Arbitrage : Melissa Borjas | Spectateurs : 14 555 Arbitrage : Melissa Borjas |

| 27 février 2019     | Angleterre           | 2 - 1   | Brésil                    | Talen Energy Stadium, Chester, Pennsylvanie        |                                                    |
| 19 h 00 (UTC−05:00) | White 49e · Mead 75e | (0 - 1) | 16e (pen.) Andressa Alves | Spectateurs : 5 954 Arbitrage : Ekaterina Koroleva | Spectateurs : 5 954 Arbitrage : Ekaterina Koroleva |
| 19 h 00 (UTC−05:00) | (Rapport)            |         |                           | Spectateurs : 5 954 Arbitrage : Ekaterina Koroleva | Spectateurs : 5 954 Arbitrage : Ekaterina Koroleva |

| 2 mars 2019         | Brésil      | 1 - 3   | Japon      | Nissan Stadium, Nashville, Tennessee, Tennessee |                                            |
| 13 h 00 (UTC−06:00) | Debinha 57e | (0 - 1) | 44e Momiki | Spectateurs : 13 586 Arbitrage : Karen Abt      | Spectateurs : 13 586 Arbitrage : Karen Abt |
| 13 h 00 (UTC−06:00) | (Rapport)   |         |            | Spectateurs : 13 586 Arbitrage : Karen Abt      | Spectateurs : 13 586 Arbitrage : Karen Abt |

| 2 mars 2019         | États-Unis              | 2 - 2   | Angleterre                | Nissan Stadium, Nashville, Tennessee, Tennessee  |                                                  |
| 15 h 30 (UTC−06:00) | Rapinoe 33e · Heath 67e | (1 - 1) | 36e Houghton · 52e Parris | Spectateurs : 22 125 Arbitrage : Marianela Araya | Spectateurs : 22 125 Arbitrage : Marianela Araya |
| 15 h 30 (UTC−06:00) | (Rapport)               |         |                           | Spectateurs : 22 125 Arbitrage : Marianela Araya | Spectateurs : 22 125 Arbitrage : Marianela Araya |

| 5 mars 2019         | Japon     | 0 - 3   | Angleterre                             | Raymond James Stadium, Tampa, Floride           |                                                 |
| 17 h 25 (UTC−05:00) |           | (0 - 3) | 12e Staniforth · 23e Carney · 30e Mead | Spectateurs : 8 580 Arbitrage : Christina Unkel | Spectateurs : 8 580 Arbitrage : Christina Unkel |
| 17 h 25 (UTC−05:00) | (Rapport) |         |                                        | Spectateurs : 8 580 Arbitrage : Christina Unkel | Spectateurs : 8 580 Arbitrage : Christina Unkel |

| 5 mars 2019         | États-Unis | 1 - 0   | Brésil | Raymond James Stadium, Tampa, Floride               |                                                     |
| 20 h 20 (UTC−05:00) | Heath 20e  | (1 - 0) |        | Spectateurs : 14 009 Arbitrage : Carol Anne Chenard | Spectateurs : 14 009 Arbitrage : Carol Anne Chenard |
| 20 h 20 (UTC−05:00) | (Rapport)  |         |        | Spectateurs : 14 009 Arbitrage : Carol Anne Chenard | Spectateurs : 14 009 Arbitrage : Carol Anne Chenard |